# Unión con Cristo
En su sentido más amplio, la expresión unión con Cristo se refiere a la relación entre el creyente y Jesucristo. En este sentido, dice John Murray, la unión con Cristo es "la verdad central de toda la doctrina de la salvación" La expresión "en Cristo" (en Christo, en kyrio, en Christo Iesou, en auto, etc.) aparece 216 veces en las cartas paulinas y 26 veces en la literatura joánica. De ahí que, según Albert Schweitzer, "Este 'ser-en-Cristo' es el enigma primordial del enseñanza paulina: una vez captado da la clave del todo." Dado el gran número de ocurrencias y la amplia gama de contextos, la frase encarna una amplitud de significado. (Por ejemplo; Pablo utiliza la frase "en Christo" como sinónimo de cristiano (Romanos 16:7) y la frase "en emoi" para describir la íntima identificación de Cristo con el creyente (Gálatas 2:20).
Según el sentido más estricto de la frase, usado en teología cristiana, unión con Cristo es un paso en el ordo salutis ("orden de salvación"), y la base de la  justificación del creyente. En este sentido, la unión con Cristo sigue a la fe y precede a la adopción. Augustus Strong lo describe de esta manera: "la unión con Cristo precede lógicamente tanto a la regeneración como a la justificación; y sin embargo, cronológicamente, el momento de nuestra unión con Cristo es también el momento en que somos regenerados y justificados."